# Кошкин, Константин Михайлович
Константи́н Миха́йлович Ко́шкин (род. 25 ноября 1950, Москва) — советский и российский актёр озвучивания, театра, кино, диктор. Наибольшую известность получил как официальный голос телеканала НТВ.

## Биография
Родился 25 ноября 1950 года в Москве.
В 1972 году окончил ГИТИС (курс В. Ф. Дудина). Учился вместе с актрисой Ириной Алфёровой.
С 1972 по 1975 год — актёр Московского драматического театра им. Пушкина, с 1975 по 1996 год — актёр Московского гастрольного театра комедии, позже преобразованного в театр на Покровке. По его воспоминаниям, «пришёл на НТВ взрослым сформировавшимся актёром, имевшим большой опыт работы в театре, в кино, на радио и снявшимся на телевидении почти в 10 телевизионных спектаклях». Покинул театр на Покровке после конфликта с его руководителем и основателем Сергеем Арцибашевым.
С 1996 года является официальным голосом канала НТВ. Пришёл на телеканал по приглашению режиссёра Алексея Гиганова. На создававшемся «НТВ-Плюс» была собрана команда актёров для озвучивания и доведения до эфира зарубежных кинофильмов и сериалов из 25 человек, в числе которых был и Константин Кошкин. Почти одновременно на основном канале НТВ было принято решение создать службу анонсов.
Озвучивает анонсы предстоящих телепередач и фильмов, промо-ролики и передачи канала, ранее — некоторые зарубежные передачи (турнир «Арнольд Классик-1997»).
С 1998 по апрель 2003 год также читал текст ежедневной программы передач на НТВ. В разное время работал поочерёдно с Евгением Дворжецким, Любовью Германовой, Борисом Мироновым, Виктором Бохоном, Дмитрием Бобровым, Алексеем Соколовым, Андреем Соколовым. По контракту с телекомпанией НТВ он не имеет права озвучивать фильмы и рекламу со стороны. С 1996 по 1997 год также озвучивал анонсы на канале «НТВ-Плюс Мир кино», а с 2001 по 2002 год — некоторые рекламные ролики и промо спутникового оператора «НТВ-Плюс».
После смены руководства на НТВ в апреле 2001 года остался работать на телеканале.
Несколько раз появлялся в кадре: в программе «Один день» Кирилла Набутова в марте 2001 года, в ток-шоу «НТВшники» в апреле 2010 года (выпуск «Гудбай, Ленин!»), в программе Глеба Пьяных «И снова здравствуйте!» в ноябре 2010 года, документальном фильме «Ирина Алфёрова. Самая-самая», в одном из анонсов сериала «Глухарь» в 2009 году, а также в программе «Новые русские сенсации» в 2020 году.
В 2010 году у него случился инсульт, и на НТВ временно все тексты анонсов читал Алексей Соколов. Однако через 3 месяца Кошкин выздоровел и снова начал озвучивать анонсы канала, но последние несколько лет — менее активно, чем ранее. По мнению нового руководства НТВ, озвученному самим Кошкиным, за годы вещания канала при старых менеджерах его голос стал ассоциироваться у зрителей только с чем-то негативным и «пугающим» (как и голос ушедшего с канала в 2015 году Сергея Полянского), а канал НТВ больше не ставит перед собой задачу вызывать исключительно подобные эмоции.

## Фильмография
- 1970 — Переступи порог — Эдик Терещенко
- 1971 — Чёрные сухари — красноармеец
- 1972 — Учитель пения — Дима
- 1977 — Запасной аэродром
- 1979 — Маленькие трагедии — гость / поклонник Лауры
- 1982 — Василий Буслаев — разбойник
- 1982 — Серебряное ревю — диск-жокей
- 1983 — Тайна виллы «Грета» — помощник следователя
- 1984 — Лидер — англичанин, гость академика Вишнякова

## Личная жизнь
- Жена — Лариса Георгиевна Кичанова (1949—2021), актриса Малого театра.
  - Дочь Александра, работает на «Первом канале»[2].